# بابونه شفاف
بابونه شفاف (نام علمی: Anthemis hyalina) نام یک گونه از سرده بابونه است.